# Abdel Fattah el-Sisi
Abdel Fattah Saeed Hussein Khalil el-Sisi (tiếng Ả Rập: عبد الفتاح سعيد حسين خليل السيسي ‘Abd al-Fattāḥ Sa‘īd Ḥusayn Khalīl as-Sīsī, IPA: [ʕæbdel.fætˈtæːħ sæˈʕiːd ħeˈseːn xæˈliːl esˈsiːsi]; (Sinh: 19 tháng 11 năm 1954) là một nhà chính trị Ai Cập và là đương kim Tổng thống Ai Cập từ ngày 8 tháng 6 năm 2014. Ông từng là tư lệnh quân đội Ai Cập cũng như Bộ trưởng Bộ Quốc phòng, từ 12 tháng 8 năm 2012 đến 26 tháng 3 năm 2014. Trong cuộc bầu cử tổng thống Ai Cập năm 2014, Thống chế Abdel-Fattah el-Sissi đã giành chiến thắng áp đảo với tỷ lệ ủng hộ hơn 96%.

## Giáo dục
El-Sisi được sinh ra ở Cairo vào ngày 19 tháng 11 năm 1954, tong một gia đình theo Hồi giáo với cha mẹ là Hussein Khalili al-Sisi và Soad Mohamed. Ông lớn lên ở Gamaleya, gần Nhà thờ Hồi giáo al-Azhar, trong một phần tư nơi người Hồi giáo, người Do Thái và Kitô hữu cư ngụ. El-Sisi được vào học tại Học viện Quân sự Ai Cập, và sau khi tốt nghiệp ông giữ các vị trí khác nhau trong Lực lượng vũ trang Ai Cập và phục vụ tại Ai Cập tùy viên quân sự tại Riyadh. Năm 1987, ông theo học trường Cao đẳng và Chỉ huy Ai Cập. Năm 1992, ông tiếp tục sự nghiệp quân sự của mình bằng cách đăng ký vào Đại học Chỉ huy và Tham mưu Anh. Năm 2006, ghi danh vào Trường Đại học Chiến tranh Quân đội Hoa Kỳ tại Carlisle, Pennsylvania. Sisi là thành viên trẻ nhất của Hội đồng Lực lượng Vũ trang Tối cao (SCAF) trong Cách mạng Ai Cập năm 2011, giữ chức vụ giám đốc bộ phận trinh sát và tình báo quân sự. Sau đó, ông được chọn thay thế Mohamed Hussein Tantawi và giữ chức Tổng tư lệnh và Bộ trưởng Bộ Quốc phòng và Sản xuất Quân sự vào ngày 12 tháng 8 năm 2012.
Gia đình của Sisi có nguồn gốc từ tỉnh Monufia. Ông là người thứ hai trong số tám anh chị em (cha ông sau này có thêm sáu người con với người vợ thứ hai). Cha của ông, một người Hồi giáo bảo thủ nhưng không cực đoan, đã có một cửa hàng đồ cổ bằng gỗ cho khách du lịch trong khu chợ lịch sử của Khan el-Khalili.
Ông và anh chị em của mình học tại thư viện gần đó tại Đại học al-Azhar. Không giống như anh em của mình - một người là thẩm phán cấp cao, một công chức khác - el-Sisi đã đến một trường trung học do quân đội địa phương điều hành, nơi mối quan hệ của anh ta với anh em họ Entissar Amer bắt đầu phát triển. Họ đã kết hôn sau khi Sisi tốt nghiệp Học viện quân sự Ai Cập năm 1977. Ông tham dự các khóa học:
- Khóa học Chỉ huy và Tham mưu, Đại học Chỉ huy và Tham mưu Ai Cập, 1987;
- Khóa học Chỉ huy và Tham mưu chung, Đại học Chỉ huy và Tham mưu, Vương quốc Anh, 1992;
- Khóa học chiến tranh, học bổng của trường đại học chiến tranh cao hơn, Học viện quân sự Nasser, Ai Cập, 2003;
- Khóa học chiến tranh, Đại học quân đội Hoa Kỳ, Hoa Kỳ, 2006;
- Tùy viên quân sự của Lực lượng Vũ trang Ai Cập ở Riyadh, Ả Rập Saudi;
- Khóa học bộ binh cơ bản, Hoa Kỳ

## Binh nghiệp
El-Sisi tham gia quân đội năm 1977 phục vụ trong bộ binh cơ giới, chuyên về chiến tranh chống tăng và chiến tranh súng cối. Ông trở thành Tư lệnh Quân khu Bắc Alexandria năm 2008 và sau đó là Giám đốc Tình báo và Trinh sát Quân sự. El-Sisi là thành viên trẻ nhất của Hội đồng tối cao các Lực lượng vũ trang Ai Cập. Khi còn là thành viên của Hội đồng Tối cao, ông đã đưa ra những tuyên bố gây tranh cãi liên quan đến cáo buộc rằng binh lính Ai Cập đã bắt giữ những người biểu tình bị giam giữ để kiểm tra trinh tiết. Ông được cho là đã nói với tờ báo nhà nước của Ai Cập rằng "thủ tục kiểm tra trinh tiết đã được thực hiện để bảo vệ các cô gái khỏi bị hãm hiếp cũng như để bảo vệ các binh sĩ và sĩ quan khỏi các cáo buộc cưỡng hiếp". Ông là thành viên đầu tiên của Hội đồng tối cao các lực lượng vũ trang thừa nhận rằng các thử nghiệm xâm lấn đã được thực hiện.

### Chỉ huy chính
- Chỉ huy trưởng, Tiểu đoàn bộ binh cơ giới 509
- Tham mưu trưởng, Lữ đoàn bộ binh cơ giới 134
- Tư lệnh, Lữ đoàn bộ binh cơ giới số 16
- Tham mưu trưởng, Sư đoàn bộ binh cơ giới số 2
- Tham mưu trưởng, Quân khu phía Bắc
- Phó Cục trưởng Cục Tình báo và Trinh sát Quân sự
- Cục trưởng Cục Tình báo và Trinh sát Quân sự

Chỉ huy của Sư đoàn cơ giới 23, Quân đoàn 3.

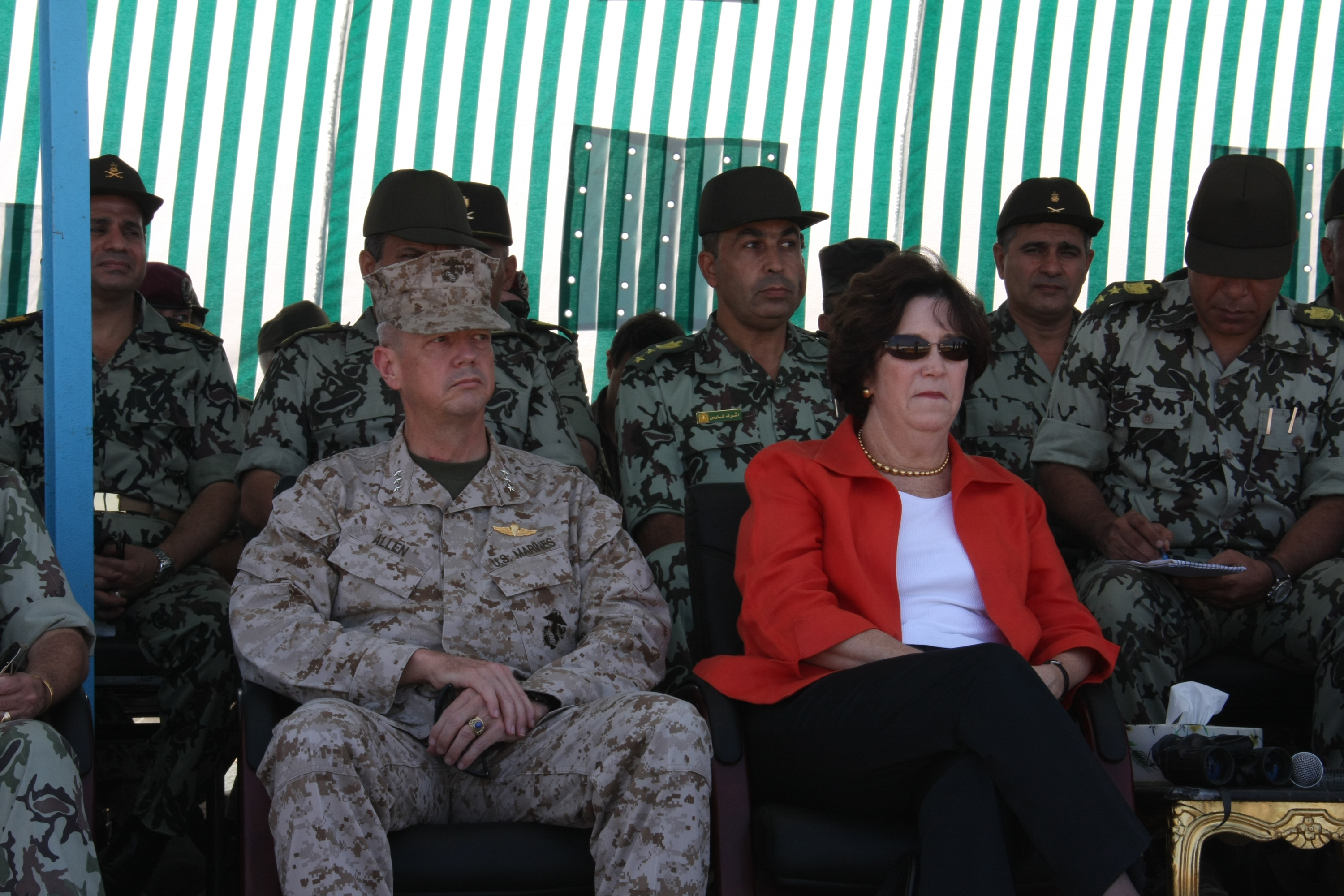
Cuộc tập trận Sao sáng Hoa Kỳ-Ai Cập vào năm 2009. El-Sisi ngồi đằng sau bên trái.

### Bộ trưởng Bộ Quốc phòng

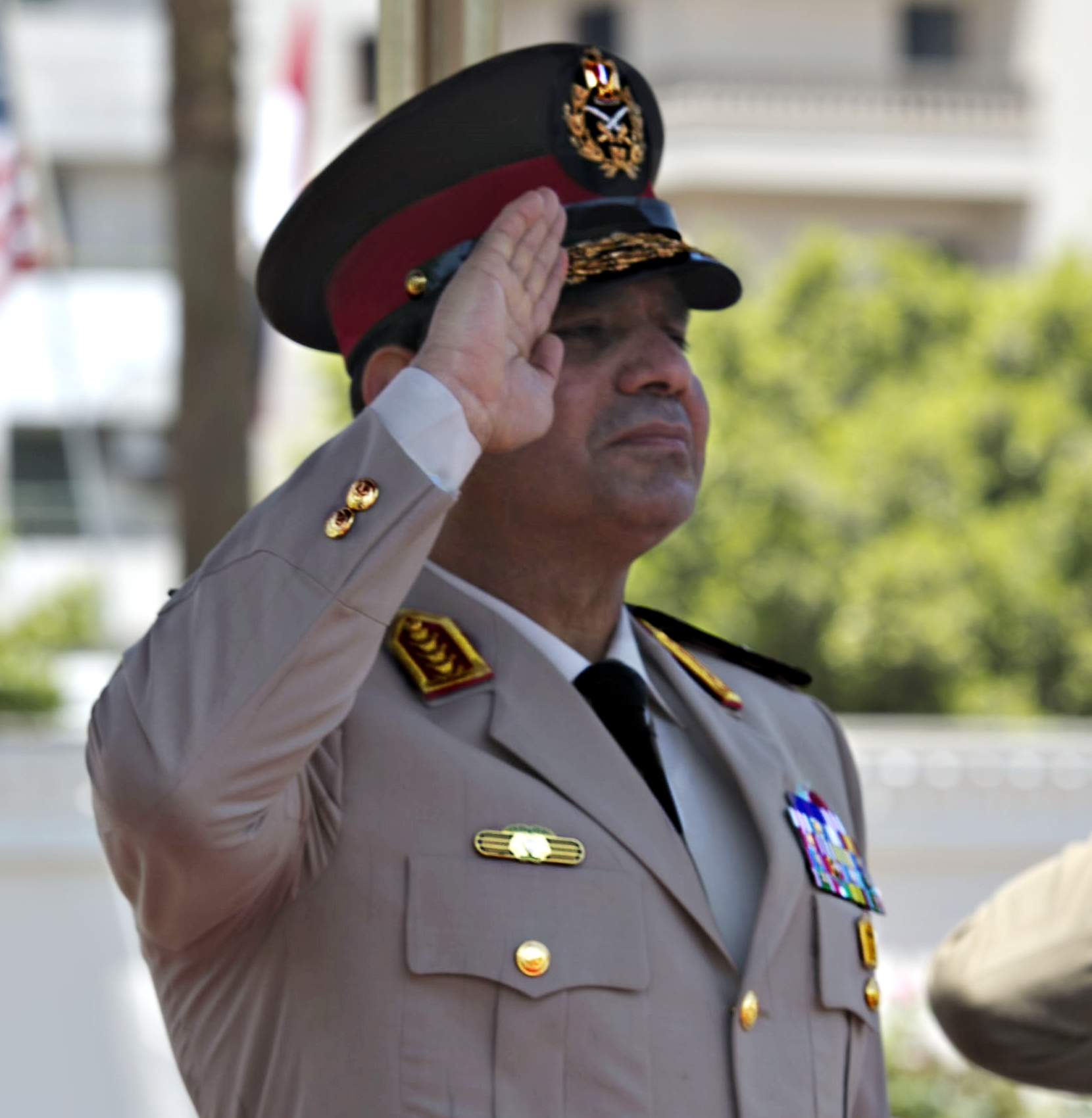
Đại tướng el-Sisi, Bộ trưởng Bộ Quốc phòng Ai Cập năm 2013

Vào ngày 12 tháng 8 năm 2012, Tổng thống Ai Cập Mohamed Morsi quyết định đưa ông vào thay thế Thống chế Mohamed Hussein Tantawi thời Tổng thống Hosni Mubarak, vào vị trí Tổng tư lệnh Lực lượng Vũ trang Ai Cập kiêm Bộ trưởng Bộ Quốc phòng. Ông cũng được thăng quân hàm Đại tướng. Sisi sau đó được trang web chính thức của FJP mô tả là một "Bộ trưởng Quốc phòng có khẩu vị cách mạng".
Sau đó ông được quyền Tổng thống Adly Mansour bổ nhiệm làm Phó Thủ tướng Ai Cập. Vào ngày 27 tháng 1 năm 2014, ông được thăng quân hàm Thống chế.

## Tổng thống Ai Cập
Là người đứng đầu lực lượng vũ trang, ông đã đóng vai trò hàng đầu trong lật đổ tổng thống Mohamed Morsi, sau hàng loạt các cuộc biểu tình phản đối của dân chúng chống vị tổng thống này và chính phủ của ông. El-Sisi sau đó được bổ nhiệm làm phó thủ tướng Chính phủ, trong khi vẫn là Bộ trưởng Bộ Quốc phòng. El-Sisi đã rút lui khỏi quân đội vào ngày 26 tháng 3 năm 2014, công bố ông ra tranh cử tổng thống trong tháng 5 năm 2014. Cuộc bầu cử được tổ chức từ 26 đến ngày 28 tháng 5 năm 2014, dẫn đến một chiến thắng vang dội cho El-Sisi với tỷ lệ ủng hộ hơn 96%. và tuyên thệ nhậm chức vào ngày 8 tháng 6 năm 2014. Quảng trường Tahrir được chuẩn bị để đón hàng triệu người dân Ai Cập ăn mừng chiến thắng của Sisi; cảnh sát và binh lính đóng cửa các cửa hàng quảng trường bằng dây thép gai và rào chắn, cũng như cổng thông tin điện tử để phát hiện bất kỳ chất nổ nào có thể làm hỏng buổi lễ.